# Chillarón del Rey (kommunhuvudort)
Chillarón del Rey är en kommunhuvudort i Spanien.   Den ligger i provinsen Provincia de Guadalajara och regionen Kastilien-La Mancha, i den centrala delen av landet, 90 km öster om huvudstaden Madrid. Chillarón del Rey ligger 807 meter över havet och antalet invånare är 120.
Terrängen runt Chillarón del Rey är lite kuperad. Runt Chillarón del Rey är det mycket glesbefolkat, med 5 invånare per kvadratkilometer. Närmaste större samhälle är Sacedón, 13,5 km söder om Chillarón del Rey. 